# Fareed Majeed
Fareed Majeed Ghadban (Baghdad, 17 agosto 1986) è un calciatore iracheno, difensore dell'Al-Talaba e della Nazionale irachena.